# Louis Gabillaud
Pour les articles homonymes, voir Gabillaud.

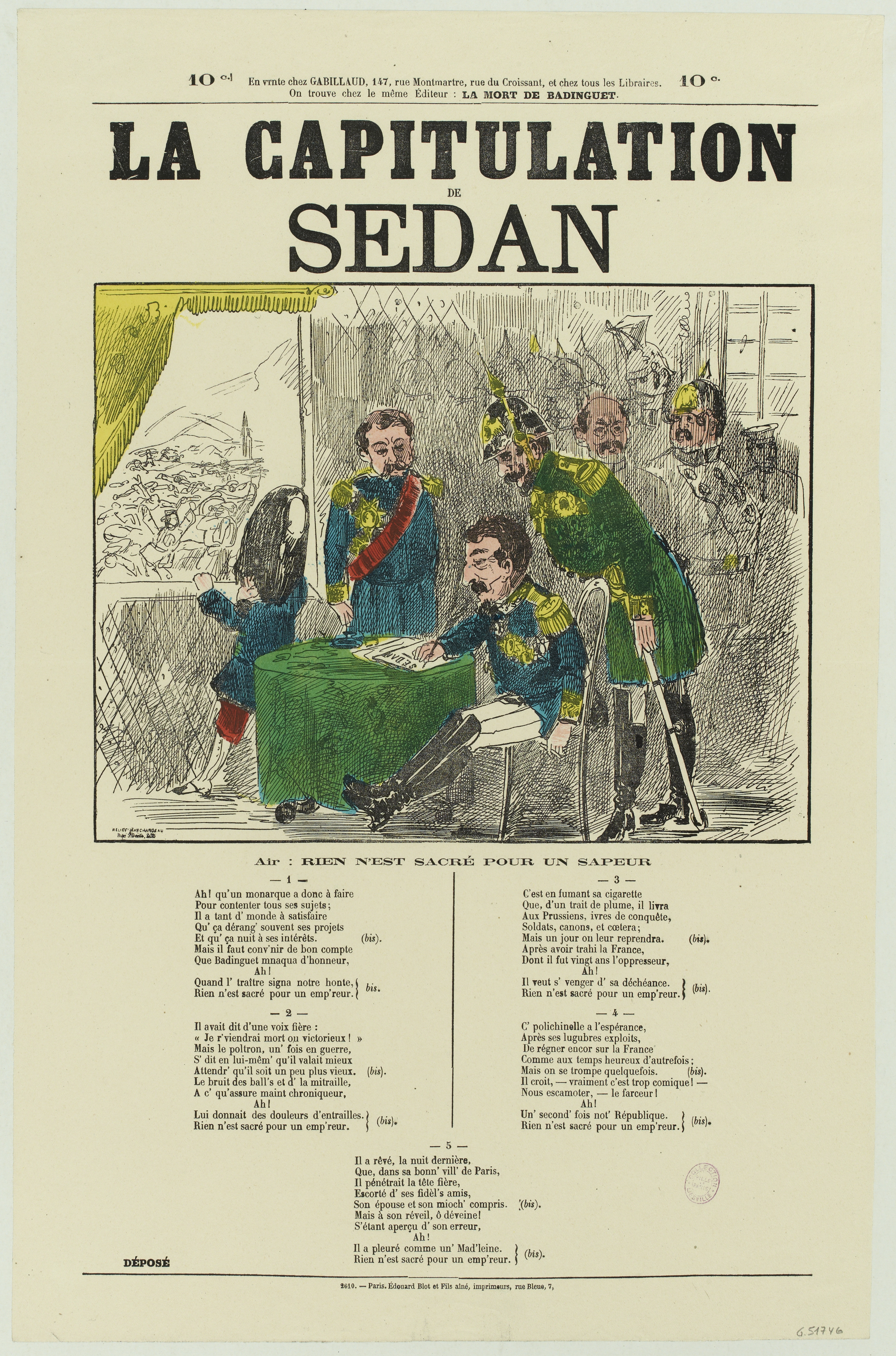
La Capitulation de Sedan, publiée chez Gabillaud en 1870, Musée Carnavalet

Louis Gabillaud, né le 24 mars 1846 à Paris où il est mort le 3 août 1899, est un journaliste, chansonnier, auteur comique et parolier français.

## Biographie
Il est le fils de François Gabillaud et de son épouse Madeleine Rabeux.
Libraire-éditeur à Paris, on lui doit près de 700 textes comiques en particulier pour des chansons dont il compose parfois la musique. Il a publié ses textes comiques dans de nombreux journaux dont Le Sifflet, Cri-Cri, Le Farceur, Le journal comique et Le journal des pipelets.
Il meurt peu après son épouse Cécile, décédée le 29 mars 1899, le 3 août. Il est inhumé dans le cimetière de Pantin.

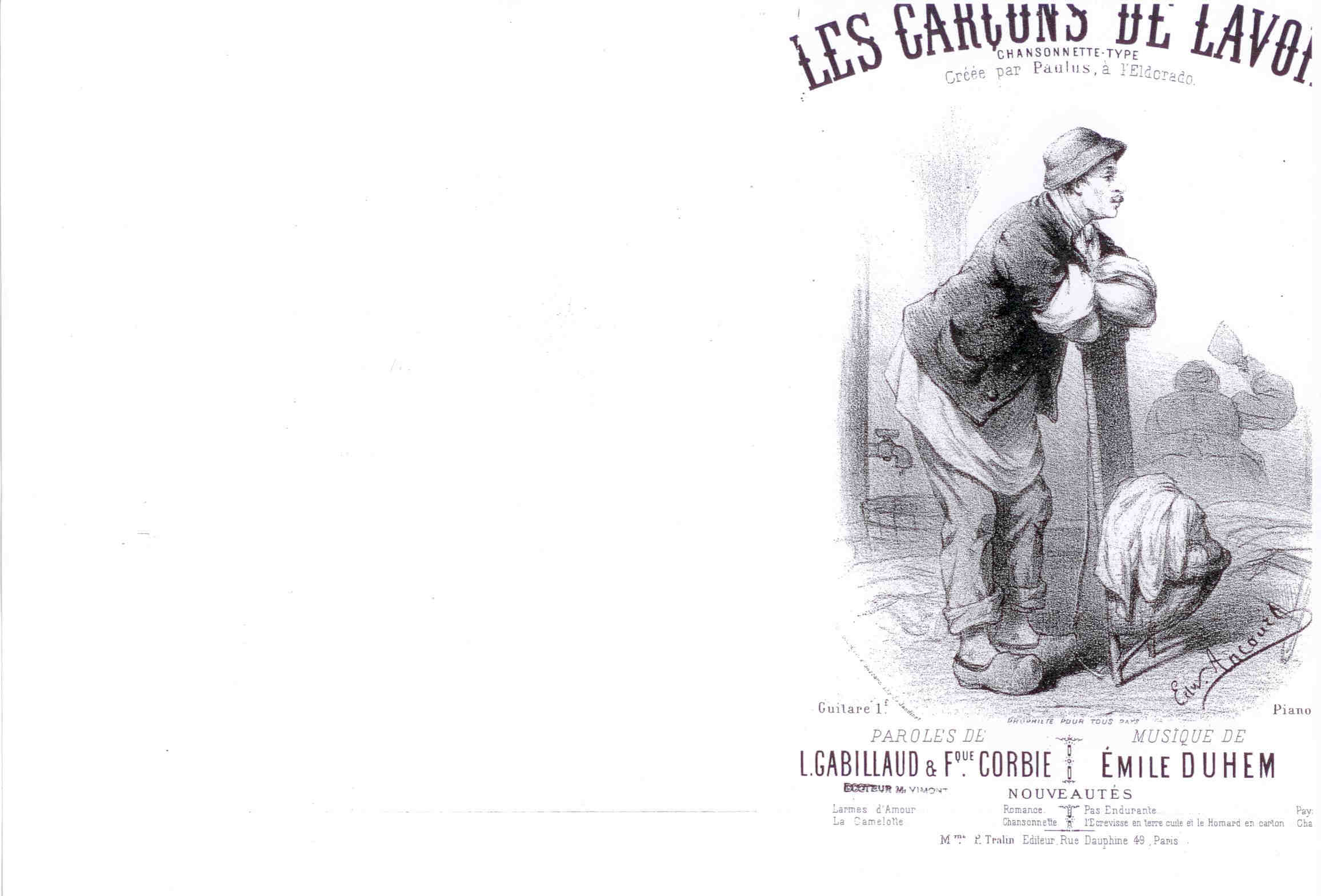
Recto de Les garçons de lavoir, paroles de Louis Gabillaud et Frédérique Corbié, musique d'Émile Duhem
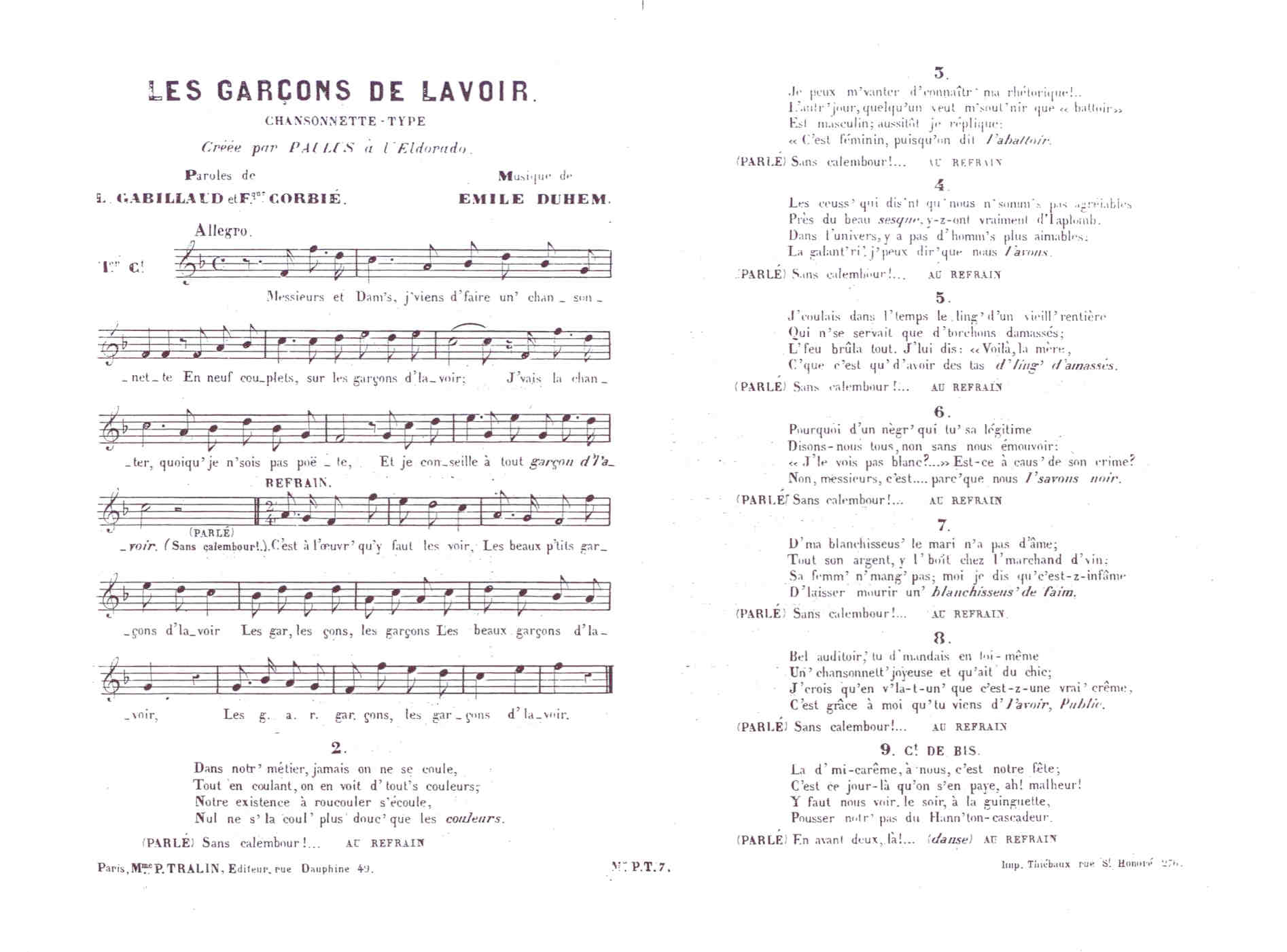
Verso de Les garçons de lavoir